# Án lệ 70/2023/AL
Án lệ 70/2023/AL về việc chấm dứt hợp đồng lao động đối với người lao động là cán bộ công đoàn không chuyên trách là án lệ thứ 70 thuộc lĩnh vực lao động của hệ thống pháp luật Việt Nam, được Hội đồng Thẩm phán Tòa án nhân dân tối cao thông qua, Chánh án Nguyễn Hòa Bình ra quyết định công bố ngày 1 tháng 10 năm 2023, và có hiệu lực cho tòa án các cấp trong cả nước nghiên cứu, áp dụng trong xét xử từ ngày 1 tháng 11 năm 2023. Án lệ này dựa trên nguồn án là Quyết định giám đốc thẩm số 06/2022/LĐ-GĐT ngày 26 tháng 9 năm 2022 của Tòa án nhân dân cấp cao tại Thành phố Hồ Chí Minh, nội dung xoay quanh hợp đồng lao động, việc chấm dứt hợp đồng lao động đối với chủ thể là cán bộ công đoàn Việt Nam. Vụ Pháp chế và Quản lý khoa học là đơn vị đề xuất để lựa chọn bản án này làm án lệ và là án lệ thứ 2 về lĩnh vực lao động của Việt Nam.
Vương Quốc Anh và Công ty KD ký kết hợp đồng lao động có thời hạn. Trước khi hết hạn hợp đồng thì người lao động được bầu làm Chủ tịch Công đoàn công ty, do đó 2 bên thỏa thuận gia hạn hợp đồng. Sau đó, người lao động tiếp tục được bầu làm Chủ tịch Công đoàn, trong khi đó công ty không đồng ý với việc gia hạn một lần nữa, do vậy đã chấm dứt hợp đồng với Chủ tịch Công đoàn đương nhiệm. Với quan điểm luật bảo vệ quyền lợi của cán bộ công đoàn, không thể chấm dứt hợp đồng khi còn đương nhiệm, Vương Quốc Anh đệ đơn khởi kiện Công ty KD, buộc bồi thường. Vụ án lao động này lần lượt qua sơ thẩm, phúc thẩm rồi giám đốc thẩm, để rồi đi đến kết luận cuối cùng trở về bản án sơ thẩm, tuyên công ty thắng kiện, đồng thời được lựa chọn làm án lệ thứ 2 của Án lệ Việt Nam.

## Nội dung vụ án

### Bối cảnh
Tại Khu công nghiệp Amata, phường Long Bình, thành phố Biên Hòa, vào tháng 3 năm 2015, Vương Quốc Anh được Công ty trách nhiệm hữu hạn KD Việt Nam nhận vào làm việc, thử việc 1 tháng, sau đó giao kết hợp đồng lao động thời hạn 12 tháng từ tháng 4, 2015—tháng 4, 2016, phân công làm công việc nhân viên kỹ thuật gia công với mức lương gần 7 triệu đồng/tháng. Ngày 21 tháng 11 năm 2015, Công đoàn Khu công nghiệp Biên Hòa thành lập Công đoàn cơ sở lâm thời của Công ty KD và Vương Anh được bầu làm Chủ tịch Công đoàn công ty, nhiệm kỳ từ 21 tháng 11, 2015—21 tháng 11, 2016. Trước khi hợp đồng lao động hết hạn ngày 24 tháng 3 năm 2016, Công ty KD ban hành văn bản quyết định không tái ký hợp đồng lao động với Vương Anh, sau đó quyết định gia hạn hợp đồng lao động từ ngày 26 tháng 4, 2016—25 tháng 11, 2016, tức là lúc hết nhiệm kỳ Ban Chấp hành Công đoàn Công ty.
Ngày 24 tháng 10 năm 2016, Ban Chấp hành Công đoàn Công ty KD tiến hành Đại hội lần thứ I, nhiệm kỳ 2016–2021, và Vương Anh tiếp tục được tín nhiệm bầu làm Chủ tịch Công đoàn. Ngày 25 tháng 11 cùng năm, khi hết thời hạn gia hạn, Công ty KD quyết định chấm dứt hợp đồng lao động Vương Anh khi ông đang giữ vị trí Chủ tịch Công đoàn công ty. Trong quá trình làm việc, Vương Anh hoàn thành nhiệm vụ, không bị xử lý kỷ luật.

### Tranh tụng
Vương Quốc Anh đệ đơn gửi Tòa án nhân dân thành phố Biên Hòa, khiếu kiện Công ty KD về việc chấm dứt hợp đồng lao động trái pháp luật, yêu cầu thanh toán tiền lương và bồi thường các khoản tổng cộng hơn 300 triệu đồng với nội dung rằng:
"Thời điểm công ty cho tôi nghỉ việc, tôi vẫn là Chủ tịch Công đoàn cơ sở. Việc tổ chức đại hội và bầu Ban Chấp hành Công đoàn, Chủ tịch Công đoàn đều đúng với Điều lệ Công đoàn Việt Nam và được Ban Chấp hành Công đoàn Khu công nghiệp Biên Hòa phê chuẩn. Do đó, việc công ty chấm dứt hợp đồng lao động với lý do hết hạn hợp đồng lao động khi tôi vẫn là Chủ tịch Công đoàn công ty là trái luật nên tôi mới khởi kiện ra Tòa án nhân dân thành phố Biên Hòa đòi quyền lợi."— đơn kiện của nguyên đơn.

Về phía Công ty KD trình bày rằng công ty đã ban hành quyết định không tái ký hợp đồng lao động với Vương Anh, gửi cho Vương Anh và Công đoàn Khu công nghiệp. Sau đó, Công ty KD biết được Ban Chấp hành Công đoàn cơ sở tiến hành Đại hội và bầu Vương Anh làm Chủ tịch Công đoàn. Công ty gửi văn bản đến Công đoàn Khu công nghiệp Biên Hòa về việc chấm dứt hợp đồng lao động với Vương ANh nhưng không được chấp nhận. Công ty tiếp tục gửi văn bản đến Sở Lao động – Thương binh và Xã hội tỉnh Đồng Nai được hướng dẫn theo quy định của pháp luật. Công ty KD cho rằng việc chấm dứt hợp đồng lao động với Vương Anh đúng quy định nên không đồng ý với các yêu cầu khởi kiện của Vương Anh.

## Tiền giám đốc thẩm
Ngày 21 tháng 11 năm 2019, Tòa án nhân dân thành phố Biên Hòa mở phiên lao động sơ thẩm tại trụ sở ở đường Nguyễn Du, phường Bửu Long. Tòa sơ thẩm tuyên không chấp nhận yêu cầu khởi kiện của nguyên đơn Vương Anh. Ngày 5 tháng 12 năm 2019, nguyên đơn kháng cáo bản án sơ thẩm.
Ngày 30 tháng 7 năm 2020, Tòa án nhân dân tỉnh Đồng Nai mở phiên lao động phúc thẩm tại trụ sở ở 310 Cách Mạng Tháng 8, khu phố 1, thành phố Biên Hòa. Tòa phúc thẩm tuyên chấp nhận yêu cầu kháng cáo của nguyên đơn, sửa toàn bộ bản án sơ thẩm theo hướng buộc bị đơn Công ty KD phải trả tiền lương trong thời gian nguyên đơn không được làm việc từ ngày 25 tháng 11, 2016—21 tháng 11, 2019 – ngày Tòa án xét xử sơ thẩm, bồi thường 2 tháng tiền lương do công ty đơn phương chấm dứt hợp đồng lao động, tổng cộng 216,09 triệu đồng. Ngoài ra, bị đơn phải truy đóng bảo hiểm xã hội, bảo hiểm y tế, bảo hiểm thất nghiệp cho nguyên đơn đầy đủ từ lúc không được làm việc đến phiên sơ thẩm, căn cứ trên lương cơ sở. Ngày 11 tháng 9 năm 2020, Công ty KD yêu cầu xem xét lại bản án phúc thẩm nêu trên theo thủ tục giám đốc thẩm.
Ngày 22 tháng 4 năm 2022, Chánh án Tòa án nhân dân cấp cao tại Thành phố Hồ Chí Minh quyết định kháng nghị bản án lao động phúc thẩm của Tòa án nhân dân tỉnh Đồng Nai, đề nghị Ủy ban Thẩm phán Tòa án nhân dân cấp cao tại Thành phố Hồ Chí Minh xét xử giám đốc thẩm hủy bản án phúc thẩm theo hướng giữ nguyên bản án sơ thẩm của Tòa án nhân dân thành phố Biên Hòa.

## Giám đốc thẩm
Ngày 26 tháng 9 năm 2022, Tòa án nhân dân cấp cao tại Thành phố Hồ Chí Minh mở phiên giám đốc thẩm tại trụ sở ở 124 đường Nam Kỳ Khởi Nghĩa, với chủ tọa là thẩm phán Võ Văn Cường, thành viên gồm thẩm phán Huỳnh Thanh Duyên, thẩm phán Tô Chánh Trung, kiểm sát viên Nguyễn Thị Ngát.

### Nhận định của tòa án
Nguyên đơn Vương Quốc Anh và bị đơn Công ty KD ký hợp đồng lao động ngày 25 tháng 4 năm 2015, thời hạn 12 tháng, hết hạn ngày 25 tháng 4 năm 2016. Trong thời gian hợp đồng lao động có hiệu lực, công đoàn cơ sở Công ty KD được thành lập và nguyên đơn được bầu làm Chủ tịch Ban Chấp hành lâm thời từ ngày 25 tháng 11 năm 2015, thời hạn 12 tháng để tiến hành đại hội bầu Ban Chấp hành công đoàn cơ sở trước ngày 25 tháng 11 năm 2016. Vì vậy, Công ty KD và nguyên đơn ký văn bản thỏa thuận về việc gia hạn hợp đồng lao động đến ngày 25 tháng 11 năm 2016, trong đó ghi rõ việc gia hạn thời gian tới khi kết thúc nhiệm kỳ Ban Chấp hành công đoàn vào ngày 25 tháng 11 năm 2016. Thỏa thuận gia hạn hợp đồng lao động nêu trên là phù hợp với quy định tại khoản 6 Điều 192 Bộ luật Lao động 2012 và Điều 25 Luật Công đoàn 2012. Song song với việc gia hạn hợp đồng lao động với nguyên đơn cho đến khi kết thúc nhiệm kỳ Ban Chấp hành công đoàn như đã nêu trên, Công ty KD cũng có nhiều văn bản thông báo cho nguyên đơn và Công đoàn Khu công nghiệp Biên Hòa biết sẽ không tái ký hợp đồng lao động sau khi hết thời hạn gia hạn. Tại phiên tòa phúc thẩm, nguyên đơn thừa nhận có nhận được các quyết định, thông báo của Công ty KD về việc không tái ký hợp đồng lao động với ông.
Hội đồng xét xử, nội dung nhận định.
Theo Hội đồng xét xử, tại thời điểm ngày 24 tháng 10 năm 2016, khi Ban Chấp hành công đoàn lâm thời của Công ty KD tiến hành Đại hội thì hợp đồng lao động của nguyên đơn chỉ còn thời hạn 1 tháng, nhưng nguyên đơn và Công đoàn Khu công nghiệp vẫn đưa ông vào danh sách bầu cử Ban Chấp hành Công đoàn cơ sở để bầu là không phù hợp với văn bản hướng dẫn của Tổng Liên đoàn Lao động Việt Nam, do đó, việc nguyên đơn trúng cử Chủ tịch Công đoàn cơ sở là không hợp lệ về tiêu chuẩn người ứng cử, người trúng cử. Sau khi hết thời hạn gia hạn hợp đồng lao động, Công ty KD ban hành quyết định chấm dứt hợp đồng lao động với nguyên đơn là đúng quy định tại khoản 1 Điều 36 của Bộ luật Lao động 2012. Do đó, việc nguyên đơn khởi kiện cho rằng việc Công ty KD ban hành quyết định chấm dứt hợp đồng lao động với ông trái pháp luật là không có cơ sở chấp nhận. Tòa án cấp sơ thẩm không chấp nhận yêu cầu khởi kiện của nguyên đơn là có căn cứ. Tòa án cấp phúc thẩm sửa bản án sơ thẩm, chấp nhận yêu cầu khởi kiện của nguyên đơn là không đúng quy định của pháp luật.

### Quyết định
Từ những nhận định trên, Hội đồng xét xử quyết định chấp nhận kháng nghị của Chánh án Tòa án nhân dân cấp cao tại Thành phố Hồ Chí Minh, tuyên hủy bản án phúc thẩm của Tòa án nhân dân tỉnh Đồng Nai, giữ nguyên bản án sơ thẩm của Tòa án nhân dân thành phố Biên Hòa.

## Hình thành án lệ
Sau khi quyết định giám đốc thẩm được ban hành vào cuối năm 2022, Vụ Pháp chế và Quản lý khoa học đã đề xuất lựa chọn làm án lệ nhằm xác định việc người sử dụng lao động chấm dứt hợp đồng lao động trong trường hợp người lao động là cán bộ công đoàn không chuyên trách đang trong nhiệm kỳ, vượt qua bước đầu trở thành 1 trong 14 đề xuất của đầu năm 2023. Tòa án nhân dân tối cao đã phối hợp với Liên minh châu Âu và Chương trình phát triển Liên hợp quốc (UNDP) tổ chức lấy ý kiến từ ngày 19 tháng 4 năm 2023. Sau đó, Hội đồng tư vấn án lệ được tổ chức họp nhằm thảo luận, cho ý kiến đối với nội dung của 14 dự thảo án lệ được đề xuất phát triển thành án lệ vào ngày 2 tháng 6. Trên cơ sở ý kiến góp ý của các thành viên Hội đồng tư vấn án lệ, Vụ Pháp chế và Quản lý khoa học nghiên cứu, tiếp thu, chỉnh lý các dự thảo án lệ, xin rút 5 dự thảo án lệ, đồng thời phiên họp kết luận đề xuất xem xét lựa chọn, thông qua 8 dự thảo án lệ và cân nhắc 1 dự thảo án lệ. Ngày 16 tháng 8, Hội đồng Thẩm phán họp và quyết định thông qua 7 trong 8 dự thảo, trong đó có quyết định giám đốc thẩm của vụ việc này, chính thức là Án lệ số 70/2023/AL.